# 火丝菌科
火丝菌科（学名：Pyronemataceae），是盘菌目下的一个属。

## 下属分类
本科包括以下属：